# Lipnica (powiat słupecki)
Lipnica – wieś w Polsce położona w województwie wielkopolskim, w powiecie słupeckim, w gminie Ostrowite nad jeziorem Naprusewkim/Kosewskim, jest miejscem wypoczynkowym, a w ostatnich latach powstało tu wiele domków letniskowych.
W latach 1975–1998 miejscowość należała administracyjnie do województwa konińskiego.